# Ivan Barkov
Ivan Barkov (ryska: Иван Барков), född 1732, död 1768, var en rysk diktare och översättare.
Han föddes i en prästfamilj och efter studier vid Nevskiseminariet och vetenskapsakademin arbetade på akademin som korrekturläsare. 1753 utgav han kvicka satiriska verser riktade mot inskränkthet av dåtidens diktarna och 1758 gick ut hans ”Översättningar från latinska och svenska gjorda i den romerske kejsaren Marcus Aurelius och den svenske kungen Carolus XII:s tider” ("Переводы с латинского и шведского языка, случившиеся во времена Императора Марка Аврелия Римского и Каролуса XII Шведского"). 1762 följde ett ode om kejsaren Peter III:s födelsedag. Tack vare den blev Barkov utnämnd till akademisk översättare. Han skrev sedermera ”Kortfattad Rysslands historia från Rurik till Peter den store” men den publicerades aldrig. Dessutom översatte han till ryska Horatius, Sallustius och Faedrus. 
Men han är känd nu framför allt för sina frivola dikter som spriddes i avskrifter och som gav namnet "barkovsjtjina" (”barkoveri”) åt den här genren. Bland dem är ”Tragiska småsaker” ("Трагические безделки") i vilka Barkov skrattar åt uppstyltad högtidlighet av Aleksandr Sumarokov tragedier och ”Backanaliska och erotisk-priapiska dikter” som definieras av Polovtsevs ”Ryskt biografiskt handlexikon” som ”svordomar i poetisk form”. 
Barkov var hela sitt liv en ohjälplig alkoholist och enligt en legend tog han livet av sig vid 36 års ålder efter att ha lämnat ett kort skämtsamt självmordsbrev. 
Samlingen av Barkovs otryckta texter bevaras i Ryska statsbiblioteket i Moskva under benämningen "Jungfruns leksak" (Девичья игрушка).